# Кеда Олексій Іванович
Олексій Іванович Кеда (рос. Алексей Иванович Кеда)  (нар. 1 липня 1940, село Новоіванівка Кущевського району Краснодарського краю — пом. 24 березня 2022, Волгодонськ) — поет, письменник, учений (кандидат фізико-математичних наук). Член Союзу письменників Росії з 2002 року. Живе і працює у м. Волгодонську Ростовської області.

## Біографія
Дитинство і отроцтво А. Кеда пройшло у селі Новоіванівка. У 1955 році Олексій Іванович закінчив школу-семирічку. Зростаючи без батька, який загинув на фронті, з 14 років почав працювати в суспільному виробництві: на колгоспних полях (причіплювачі, помічником комбайнера), на Ростсільмаш (збирачем комбайнів, вантажником). Вступив до Ростовського будівельний технікум, після закінчення якого в 1959році, був покликаний в армію. Після демобілізації з 1962 по 1967 рік навчався в Ростовському державному університеті. З 1967 р. на викладацькій роботі у вузах Ростовської області. Кандидат фізико-математичних наук. В кінці 1974 року він створив Волгодонську при Атоммаші перший в місті вищий навчальний заклад, філію Новочеркаського політехнічного інституту, і став його першим директором. В даний час працює в Волгодонских філіях Міжвузівського центру, куди входять 7 філій вузів.

## Творчість
Перші вірші та оповідання Олексія Івановича були опубліковані в армійській газеті в 1960—1961 роках на Камчатці. З 1977 роки — постійний учасник Волгодонского літературного об'єднання, створеного відомими письменниками Борисом Ізюмським і Володимиром Смиренским. У 1995 році обраний його головою. Друкується в колективних збірниках, в російських журналах та ЗМІ.
У віршах, прозі, публіцистиці А. Кеди переважають громадянські мотиви, увагу до історії, природі, людям рідного краю, ліричні роздуми про зв'язок часів, про почуття, які рухають вчинками людини. Як педагог Олексій Кеда у своїх творах шукає нові підходи у вирішенні сучасних проблем духовного і морального виховання дітей та юнацтва.
Його кращими вчителями-наставниками в поезії і прозі є Анатолій Калінін і Данило Долинський.

## Нагороди та звання
Олексій Іванович Кеда — лауреат багатьох літературних конкурсів, у тому числі їм. А. С. Пушкіна (на честь 200-річчя поета), ім. В. А. Закруткина і В. В. Карпенко, «Місто біля моря» на честь 300-річчя Таганрога, а також престижних, широких ювілейних конкурсів — імені Михайла Олександровича Шолохова і Антона Павловича Чехова. Нагороджений золотим Орденом-знаком «Шолохов М. А.» та медалями: імені Михайла Олександровича Шолохова та Михайла Юрійовича Лермонтова, медаллю Міжнародного союзу слов'янських журналістів. За організаторську та просвітницьку роботу серед молоді Олексій Іванович відзначений вітальним листом Губернатора Ростовської області.

## Твори Олексія Івановича Кеда
Окремі видання
- Росинка земна. Вірші. — Ростов-н/Д: Ростиздат, 1991.

- Березень-весновей. Вірші. — Ростов-н/Д: «Літера Д», 1992.

- Край июлевый. Вірші, поеми. — Ростов-н/Д: «Азов-Приз», 1993.

- Ми — козаки. Вірші, поеми. — Волгодонськ: «Цвях», 1995.

- Долоні полів. Вірші. — Ростов-н/Д: «Літера Д», 1996.

- Віскі полину. Вірші. — Ростов-н/Д: «Літера Д», 1996.

- Музика сонця. Вірші. — Ростов-н/Д: 1997.

- Мінливе щастя. Вірші. — Ростов-н/Д: МП «Книга», 1998.

- Листи коханим. Вірші. — Ростов-н/Д: вид-во «Приазовський край», 1999.

- Останнє літо. Вірші. — Ростов-н/Д: МП «Книга», 2000.

- Отчі гнізда. Вірші. — Ростов-н/Д: МП «Книга», 2000.

- Ромашкова новь. Вірші. — Волгодонськ: вид-во «Приазовський край», 2000.

- Ліричні роздуми. Вірші і проза. — Ростов-н/Д: МП «Книга», 2000.

- Те ж. — Волгодонськ: Ростиздат, 2002.

- Світ небесний. Вірші і проза. — Ростов-н/Д: МП «Книга», 2001.

- Вогонь прощення. Вірші. — Ростов-н/Д, Ростиздат: 2002.

- Любов нетлінна. Вірші і проза. — Ростов-н/Д: Ростиздат, 2003.

- Берега зустрічей. Вірші і проза. — Ростов-н/Д: Ростиздат, 2005.

- Ковиловий травень. Вірші та поема. — Ростов-н/Д: Ростиздат, 2007.

- Мотиви оновленої Росії (у співавт. з В. Машинским і Н.Шапошникової). Вірші та пісні. — Ростов-н/Д, Ростиздат, 2009.

- Лірична степ. Вірші, проза, ліричні і філософські роздуми. — Ростов-н/Д, 2009.

- Я годую голубів. Вірші для дітей. — Ростов-н/Д, Ростиздат, 2009.

- Колиска любові. Вірші для дітей, підлітків і юнацтва. — Ростов-н/Д: Ростиздат, 2009.

- Материнський закон. Повість, ліричні відступи, вірші, замальовки в прозі, а також вірші та міні-повісті для дітей і підлітків. . — Ростов-н/Д: Ростиздат, 2010.

- Веселка віршів. Кн.1. Для дітей і підлітків. — Ростов-н/Д: ТОВ «Аркол», 2010.

- Кеда А. В., Машинський в. І. Веселка віршів. Кн.2. Для підлітків. — Ростов-н/Д: ТОВ «Аркол», 2010.

- Я родом з весни. Ліричні вірші, поетичні роздуми, міні-поеми, філософські роздуми. — Ростов-н/Д: Ростиздат, 2011.

- Поезія Дону. Антологія. 20-21век. — Ростов-н/Д: Ростовкнига, 2014. С. 197—200.

- Машинський Ст., Брітт Л., Кеда А. Букет краси. Вірші та пісні про Батьківщину і патріотизм, любов і сім'ю, про духовність і моральність, про дружбі і взаємоповазі. — Ростов-н/Д: ТОВ «Альтаїр», 2015.

- Крилаті вірші. Адресовані читачам різного віку — дітям, юним і дорослим. Кн. 1-2. — — Ростов-н/Д, 2015.

- Натхнення природою: Збірка віршів донських поетів. — Ростов-н/Д: ТОВ «Альтаїр», 2015.